# Dan Hardy
Daniel Mark Hardy  (født 17. maj 1982 i Nottingham, England) er en engelsk tidligere MMA-udøver, der kæmpede i welterweight-divisionen. I løbet af sin professionelle MMA-karriere, der startede i 2004, kæmpede Hardy i forskellige organisationer, som f.eks. Cage Force og Cage Warriors, inden han underskrev en kontrakt med Ultimate Fighting Championship (UFC) i 2008. I 2010 kæmpede han mod Georges St-Pierre om UFC Welterweight-titlen, men tabte kampen via enstemmig afgørelse. Han er i øjeblikket analytiker og kommentator for UFC.

## Biografi
Hardy blev født i Nottingham, England, hvor han begyndte kampsportstræning i en alder af 5 år. Hardys første lektion var i Taekwondo, og han begyndte senere at konkurrere i en alder af 7 år. Han begyndte at praktisere andre kampsporter som teenager, der omfattede karate, jujutsu, judo og til sidst wushu, som han rejste til Kina for at træne med Shaolin munke i flere måneder. Derefter besluttede han sig for at afslutte college og begyndte Thaiboksning og Boksning i en alder af 19 år. Han skiftede derefter til MMA et år senere. Hans kaldenavn, The Outlaw, kommer fra det skærmnavn, han brugte online, da han ledte efter træningspartnere efter en uenighed med en træner, der førte til, at hans tidligere træningspartnere blev forbudt at arbejde sammen med ham.

### Ultimate Fighting Championship
Hardy besejrede Akihiro Gono via afgørelse i sin UFC debut på UFC 89.  Gono blev efterladt hævet og blodig af flere af Hardys venstre hooks.  Gono rystede Hardy ved flere lejligheder. I tredje omgang skubbede Gono Hardy på gulvet og mens han var der ramte han med et forbudt knæ, hvilket stoppede midlertidigt og Gono fik et point trukket fra. Hardy kom til sig selv og og vandt en delt afgærelse (29-28, 28-29 og 29-28).
Hardy slog Rory Markham ud efter 1:09 inde i 1. omgang med et rent kontraslag den 21. februar 2009 på UFC 95.  Et opfølgende slag på gulvet gjorde at kamplederen Kevin Mulhall gik ind og stoppede kampen.  I sit post-kamp-interview retfærdede Hardy til Markhams pre-fight-beskyldning om, at han havde svage hænder ved at udtale sig for det ekstatisk punlikum, "No punching power? What do you have to say about that"

### Titelchance
Hardy mødte Georges St-Pierre om welterweight-titlen den 27. marts 2010 på UFC 111 i Newark, New Jersey.  Under kampen var St-Pierre i stand til at tage Hardy ned når han ville og kontrollere ham med effektiv ground and pund. St-Pierre forsøgte at færdiggøre kampen med en armbar, men han holdt ikke knæene sammen og fik Hardy til at undslippe. St. Pierre forsøgte også en kimura i den første og fjerde omgang, men undlod at kontrollere Hardy's krop med benene og tillod igen Hardy at undslippe. St-Pierre forsvarede sin titel ved enstemmig afgørelse   og efter kampen udtalte sin overraskelse om at Hardy nægtede at overgive sig på submission. I post-kampi-nterviewet med Joe Rogan udtalte Hardy "....tap?...I don't know the meaning of tap." 

### Post-titelkamp
Hardy mødte Carlos Condit den 16. oktober 2010 på UFC 120 i sit hjemland. Under en slagudveksling sent inde i 1. omgang slog både Hardy og Condit et venstre hook på samme tid: Hardy's slag rystede, selvom Condit's slag slog Hardy ned.  Condit fulgte op med yderligere to slag pågulvet, hvilket forårsagede at kamplederen stoppede kampen efter 4:27 inde første omgang, hvilket gav Hardy sit første KO-nederlag.
Hardy mødte Anthony Johnson den 26. marts 2011 på UFC Fight Night 24 . I kampens optakt udtrykte begge kæmpere et ønske om at stå op og udveksle slag med hinanden, men Johnson modsatte sig det, han havde sagt før kampen, og anvendte for det meste sin brydning til at slide sig en sejr hjem via enstemmig afgørelse.
Hardy mødte Chris Lytle den 14. august 2011 på UFC på versus 5.  Hardy oplyste, at han ændrede sin træning i denne kamp, hvor han flyttede til Las Vegas for at træne på Country Club med Roy Nelson for at arbejde på sin grappling, især sit brydnings-forsvar/angreb.  Han tabte kampen via guillotine choke sent i tredje omgang, i en lige kamp, hvor Lytle ramte med flest slag, mens Hardy ramte med de hårdest træffere. Kampen blev tildelt Fight of the Night-bonusprisen. På trods af at han havde tabt fire kampe i træk, sagde Lorenzo Fertitta, at han ikke fyre Hardy fra UFC, idet han sagde: "I ain't cutting Dan Hardy. I love guys that war!" .
Hardy mødte Duane Ludwig den 26. maj 2012 på UFC 146 .  Hardy besejrede Ludwig via KO i 1. omgang med et perfekt timet venstre hook, der slog Ludwig ned og fulgte op på gulvet med albueslag, der gav ham hans første sejr siden 2009.
Han besejrede Amir Sadollah via enstemmig afgørelse (29-28, 29-28 og 30-27) på UFC på Fuel TV 5 den 29. september 2012.  Hardy viste et forbedret ground game, med nedtagninger og ved hjælp af effektiv 'ground and pound', samt at bruge forskellige slag og spark.
Hardy skulle have mødt Matt Brown den 20. april 2013 på UFC på Fox 7.  Dog blev Hardy diagnosticeret med Wolff-Parkinson-White mønster  og erstattet af Jordan Mein. 

### Sygdomstilstand
I 2013 blev Hardy diagnosticeret med Wolff-Parkinson-White-syndromet . En behandling for Wolff-Parkinson-White syndrom er ablation, cauterising af hjertevæv for at løse problemet med elektrisk vej, men Hardy har nægtet at tage imod denne af den årsag, at tilstanden aldrig har givet ham nogen problemer. Hardy fortsætter med at holde en non-fighting position inden for UFC, selv om han ikke har officielt pensioneret sig fra sporten.  Til sidst i oktober 2018 sagde Hardy i et interview, at han er blevet medicinsk ryddet og berettiget til at vende tilbage til at kæmpe. 
Under sin kamp-inaktivitet har Hardy arbejdet som kommentator for UFCs Fight Pass-arrangementer,  og arbejder som analytiker på Fox Sports. I august 2017 sluttede Hardy sig til Sky Sports som analytiker for Floyd Mayweather vs. Conor McGregor .   

## Privatliv
Hardy er fan af punk, metal og hardcore musik.  Hans foretrukne hardcore bands inkluderer Earth Crisis, Madball, og Blod for Blod.  Hans åbningssang er "England Belongs To Me" af det britiske Oi! band Cock Sparrer, og han og bandet har optaget en version af sangen sammen. Han har en lidenskab for kunst og brugte sjældent en dag uden en skitsepude i sin taske indtil en alder af 22 år. Han opgav sin grad i kunst og design i sit sidste år på Nottingham Trent University for at forfølge MMA på fuld tid.  Hardy bor i England sammen med sin kone, Lacey Ann Hardy. I de senere år er han også blevet en åbenlyst kritiker af troféjagt ved flere lejligheder og han kalder endda Matt Hughes "dårlig for sporten" på grund af hans troféjagt i USA og i udlandet.   Hardy er agnostiker .  I 2015 var Hardy en del af Storbritannien-holdet for det første ben af Clipper Round World Yacht Race. 

## Mesterskaber og resultater
- Ultimate Fighting Championship
  - Knockout of the Night (1 gang)
  - Fight of the Night (1 gang)
- Cage Warriors Fighting Championship
  - Cage Warriors Light Welterweight-mester (1 gang)
  - Cage Warriors Welterweight-mester (1 gang)

## MMA-rekordliste
| Professionel rekordliste |          |             |
| 36 kampe                 | 25 sejre | 10 nederlag |
| Ved knockout             | 12       | 1           |
| Ved submission           | 4        | 4           |
| Ved dommerafgørelse      | 9        | 4           |
| Ved diskvalifikation     | 0        | 1           |
| Ingen konkurrencer       | 1        | 1           |